# Rockstar Lincoln
Rockstar Lincoln (раніше — Spidersoft Limited та Tarantula Studios) — дочірнє підприємство компанії Rockstar Games, яке спеціалізується на локалізації програмного забезпечення, розташоване в місті Лінкольн, Англія, Велика Британія. Студія також відповідальна за тестування і переклад відеоігор, розроблених Rockstar Games.
Перш як стати частиною Rockstar Games, Rockstar Lincoln розробила кілька відеоігор, включаючи варіант Grand Theft Auto для портативної гральної системи Game Boy Color.

## Історія
Spidersoft Limited була заснована Стівом Марсденом і Девідом Куком 5 травня 1997 року. В червні 1998 року студія була придбана компанією Take-Two Interactive й перейменована на «Tarantula Studios». 2001 року студія була знов перейменована, і вже називалася «Rockstar Lincoln», а також стала частиною іншого дочірнього підприємства Take-Two Interactive, компанії Rockstar Games.